# Drumcondra House

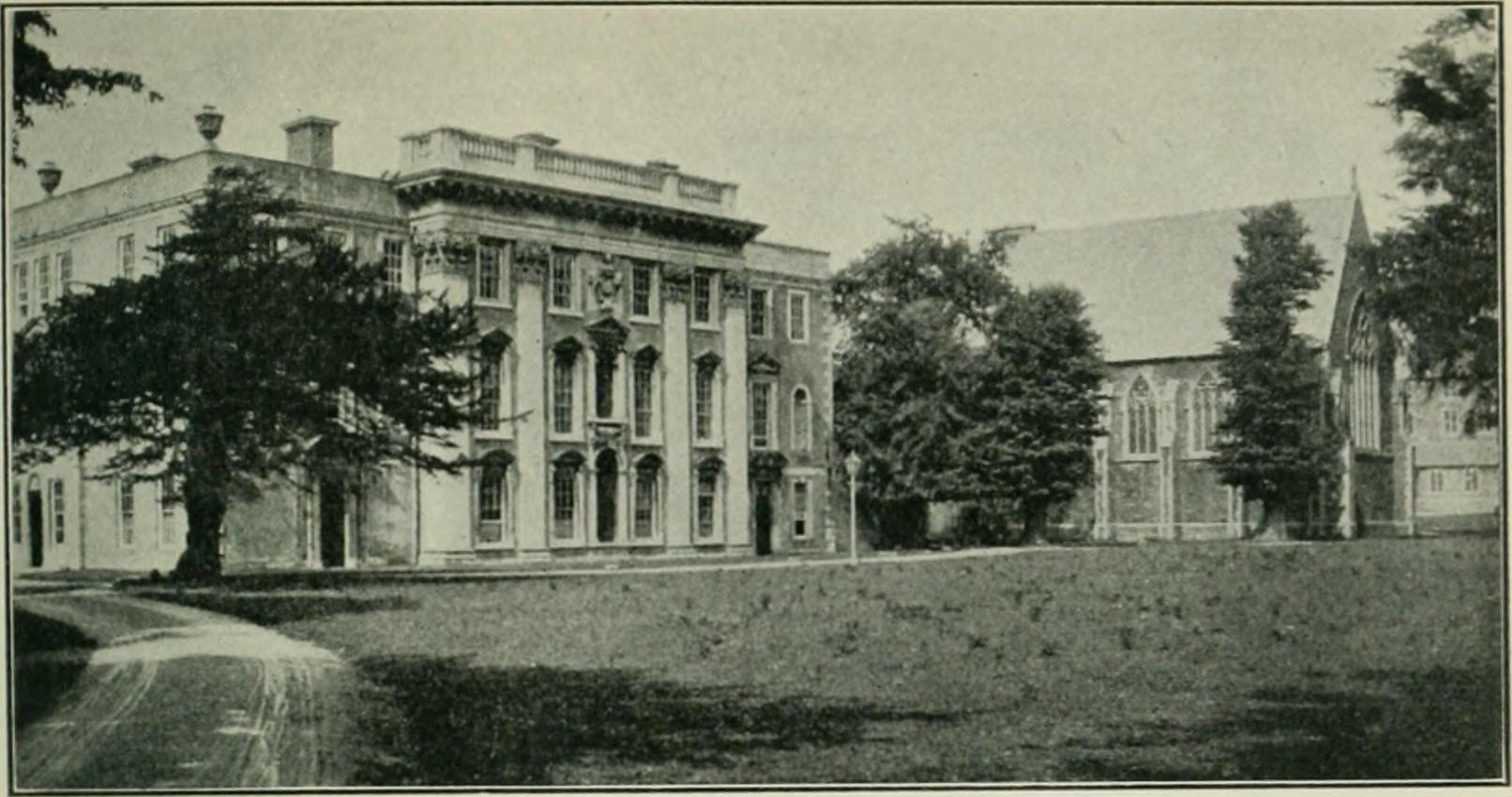
Drumcondra House (1902)

Drumcondra House (irisch Teach Dhroim Conrach) ist ein Stadthaus im nördlichen Stadtviertel der irischen Hauptstadt Dublin. Heute gehört es zum DCU All Hallows Campus.

## Geschichte
Sir Marmaduke Coghill (1673–1738) ließ das Haus 1726 vom Architekten Edward Lovett Pearce entwerfen und bauen. Dieser hatte vorher in Belvedere House (nicht zu verwechseln mit dem jüngeren Belverdere Hotel) gewohnt, das heute zum DCU St. Patrick’s Campus Drumcondra gehört. Coghill zog in Drumcondra House um, wo er mit seiner Schwester Mary bis zu seinem Tode lebte. Das Haus war bekannt für seine schönen Gärten.
In Drumcondra House lebte Charles Moore, 2. Baron Tullamore und später Earl of Charleville, der mit einer Nichte von Marmaduke Coghill verheiratet war. Nach dem Tod ihres Gatten heiratete diese Nichte ein zweites Mal, und zwar Major John Mayne, der den Namen „Coghill“ annahm und zum Baronet erhoben wurde.
Die Countess of Charleville verpachtete es an den Alderman Alexander Kirkpatrick von der Dublin Corporation, einem früheren High Sheriff. Aufrührer der irischen Rebellion 1798 wurden vermutlich an einem Baum auf dem Gelände von Drumcondra House aufgehängt.
Der Generalmajor Sir Guy Campbell, 1. Baronet, war der letzte Bewohner des Hauses; er hatte es von der Familie Coghill gemietet.
1842 wurde Drumcondra Haus an einen katholischen Priester namens Father John Hand vermietet, der dort das Seminar All Hallows College gründete. Es wurde vom Vinzentinerorden betrieben und gehört heute zur Dublin City University (DCU).